# Wubana
Wubana is een geslacht van spinnen uit de familie hangmatspinnen (Linyphiidae).

## Soorten
De volgende soorten zijn bij het geslacht ingedeeld:
- Wubana atypica Chamberlin & Ivie, 1936
- Wubana drassoides (Emerton, 1882)
- Wubana ornata Chamberlin & Ivie, 1936
- Wubana pacifica (Banks, 1896)
- Wubana reminiscens Chamberlin, 1949
- Wubana suprema Chamberlin & Ivie, 1936
- Wubana utahana Chamberlin & Ivie, 1936